# Вім Гендрікс
Вім Гендрікс (нід. Wim Hendriks, 19 квітня 1930, Амстердам — 24 березня 1975) — нідерландський футболіст, що грав на позиції захисника, зокрема за «Вітесс» та національну збірну Нідерландів.

## Клубна кар'єра
У дорослому футболі дебютував 1946 року виступами за команду «Вітесс», де провів вісім сезонів. 
Завершував ігрову кар'єру у команді «Де Графсхап», за яку виступав протягом 1954—1955 років.

## Виступи за збірну
1952 року дебютував в офіційних матчах у складі національної збірної Нідерландів.
Був включений до заявки збірної на футбольний турнір Олімпійських ігор 1952 року у Гельсінкі, де, утім, на поле не виходив.
Загалом протягом дворічної кар'єри в національній команді провів у її формі 3 матчі.
Помер 24 березня 1975 року на 45-му році життя.
| Дата      | Місто      | Господарі  | Результат | Гості      | Турнір           | Голи | Примітки |
| --------- | ---------- | ---------- | --------- | ---------- | ---------------- | ---- | -------- |
| 14-5-1952 | Амстердам  | Нідерланди | 0 – 0     | Швеція     | товариський матч | -    | 64'      |
| 21-9-1952 | Копенгаген | Данія      | 3 – 2     | Нідерланди | товариський матч | -    |          |
| 22-3-1953 | Амстердам  | Нідерланди | 1 – 2     | Швейцарія  | товариський матч | -    |          |
| Усього    |            | Матчів     | 3         |            | Голів            | 0    |          |